# Omnichord

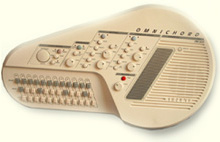
Un omnichord.

El Omnichord es un sistema electrónico de instrumento musical introducido en 1981 y fabricado por la Corporación Musical Instrument Suzuki. 
Por lo general se dispone de una placa de toque y botones y de arcordes disminuidos. El método más básico de tocar el instrumento es presionar los botones de los acordes y deslizar la placa de toque con un dedo o plumilla de guitarra.
El Omnichord es el sucesor tecnológico a un instrumento anterior, conocido como el Tronichord, con el que comparte muchas similitudes técnicas y funcionales. Los Omnichords ofrecen a menudo preestablecidos ritmos con un tempo de control que el usuario puede utilizar como acompañamiento. Varios modelos de Omnichord se produjeron, ya que tiene una compatibilidad con un MIDI,  trata de un protocolo de comunicación serial estándar que permite a los computadores, sintetizadores, secuenciadores, controladores y otros dispositivos musicales electrónicos comunicarse y compartir información para la generación de sonidos. Algunos músicos de Omnichord juegan un papel igual a una guitarra eléctrica.
Originalmente diseñado como un sustituto electrónico para el arpa, el Omnichord se ha popularizado como un instrumento individual por derecho propio.
El Omnichord todavía se produce por Suzuki, pero rebautizado como el Q-chord. Cuenta con versiones más modernas de las características del Omnichord original.
- Datos: Q604813
- Multimedia: Omnichord / Q604813